# Suuri-Kieluvainen
Suuri-Kieluvainen är en sjö i kommunen S:t Michel i landskapet Södra Savolax i Finland. Sjön ligger 84,7 meter över havet. Arean är 54 hektar och strandlinjen är 10,58 kilometer lång. Sjön  ingår i Kymmene älvs huvudavrinningsområde.   Den ligger omkring 28 kilometer söder om S:t Michel och omkring 180 kilometer nordöst om Helsingfors. 
I sjön finns öarna Mustasaari och Nuottasaari. 